# Cerinto (Eubea)
Cerinto (in greco antico: Κῄρινθος?) era una città dell'antica Grecia ubicata in Eubea

## Storia
Venne menzionata da Omero nel catalogo delle navi dell'Iliade.
Secondo Strabone era una piccola cittadina di mare sulla riva del fiume Budoro. Il geografo racconta anche una tradizione secondo la quale un personaggio mitico chiamato Elope aveva fondato Elopia e aveva aggiunto ai suoi domini altre città tra cui Cerinto. Viene citata anche da Plinio il Vecchio come una delle città dell'Eubea che erano state importanti in tempi passati, ma che ai suoi tempi non lo era più.
Ai tempi di Plinio il Vecchio esisteva una località che portava lo stesso nome, dove si trovano delle rovine della vecchia città, nei pressi della località di Mandoulion.